# Eisenhüttenstädter FC Stahl
Der Eisenhüttenstädter FC Stahl war ein Fußballverein aus Eisenhüttenstadt in Brandenburg. Der Verein wurde am 1. Juli 2016 aufgelöst und ging im neuen FC Eisenhüttenstadt auf.
1950 als Stahl Fürstenberg gegründet, 1953 in Stahl Stalinstadt und 1961 in Stahl Eisenhüttenstadt umbenannt nahm der Verein 1990 seinen bis zu seiner Auflösung 2016 gültigen Namen an.

## Geschichtliche

### Vereinsentwicklung

#### BSG Stahl Fürstenberg
Als 1952 die neu gegründete Bezirksliga Frankfurt/O. den Spielbetrieb als 3. Liga im DDR-Fußball aufnahm, gehörte zu den zwölf beteiligten Mannschaften auch die Betriebssportgemeinschaft Stahl aus der ostbrandenburgischen Kleinstadt Fürstenberg. Die BSG war nach dem Zweiten Weltkrieg infolge der Auflösung aller vor dem Krieg bestehenden Vereine am 27. November 1950 gegründet worden. Trägerbetrieb war das ehemalige Rheinmetall-Werk; die Fußballspieler bildeten die erfolgreichste Sektion der BSG.

#### Stahl Stalinstadt/Eisenhüttenstadt
Im Mai 1950 beschloss der III. Parteitag der SED, Staatspartei der DDR, bei Fürstenberg ein Eisenhüttenkombinat mit angeschlossener Wohnstadt zu errichten. Das Eisenhüttenkombinat Ost nahm 1951 den Betrieb auf, 1953 erhielt die Wohnstadt den Status eines eigenständigen Stadtkreises und den Namen Stalinstadt. Am 8. Mai 1953 übernahm das Eisenhüttenkombinat die Trägerschaft für die BSG Stahl Fürstenberg, die fortan den Namen Stahl Stalinstadt führte. Nachdem die Stadt im Rahmen der Entstalinisierung am 13. November 1961 in Eisenhüttenstadt umbenannt worden war, nahm auch die BSG Stahl diesen Namen an. Auch unter der Trägerschaft des Eisenhüttenkombinates blieb die Sektion Fußball erfolgreichster Teil der BSG.

#### Eisenhüttenstädter FC Stahl
Nach den wirtschaftlichen und gesellschaftlichen Veränderungen infolge der politischen Wende von 1989 und der deutschen Wiedervereinigung konnte das System der Betriebssportgemeinschaften nicht weiter aufrechterhalten werden, an ihre Stelle traten bürgerliche Vereine nach bundesdeutschem Recht. Die Mitglieder der Sektion Fußball der BSG Stahl Eisenhüttenstadt gründeten am 19. Mai 1990 den eingetragenen Verein Eisenhüttenstädter Fußball-Club Stahl. Am 29. Juni 2016 beschlossen die Mitglieder die Auflösung des Vereins.

#### FC Eisenhüttenstadt
Am 1. Juni 2015 wurde der Großverein FC Eisenhüttenstadt gegründet, in dem sich die vier Vereine Eisenhüttenstädter Fußball Club Stahl, SG Aufbau Eisenhüttenstadt (mit seiner Sektion Fußball), 1. FC Fürstenberg und Jugendförderverein Eisenhüttenstadt zum 1. Juli 2016 zusammenschlossen. Seitdem erfolgt die Fortführung des Spielbetriebs als FC Eisenhüttenstadt.

### Entwicklung des Fußballsports

#### 1952 bis 1991: Stahl Stalinstadt/Eisenhüttenstadt
Bereits in ihrer zweiten Bezirksligasaison wurde die BSG Stahl 1954 Bezirksmeister und qualifizierte sich damit für die zweitklassige DDR-Liga. Da die DDR-Liga ab 1956 von drei Staffeln auf eine Staffel reduziert wurde, war der in der Spielzeit 1954/55 erreichte 9. Platz für den Klassenerhalt nicht ausreichend, sodass die Mannschaft 1956 nach Umstellung des Spielbetriebs auf das Kalenderjahr in der neu eingerichteten II. DDR-Liga antreten musste. Dank ihrer Torjäger Georg Eiermann und Hary Nosal, die mit jeweils zwölf Treffern 50 % der Stahl-Tore erzielt hatten, errang die BSG Stahl den ersten Platz in der Staffel Nord und stieg wieder in die I. DDR-Liga auf. Diesmal reichte es für zwei Spielzeiten, nach einem 8. Platz 1957 bedeutete Rang 13 nach der Saison 1958 den erneuten Abstieg in die II. DDR-Liga. Dort tat sich die Mannschaft 1959 mit Platz 8 zunächst schwer, doch 1960 erkämpften sich die Stahlwerker nach Staffelgewinn und erfolgreicher Aufstiegsrunde erneut einen Platz in der I. DDR-Liga. Unter dem neuen Namen Eisenhüttenstadt bewiesen die Fußballspieler in den folgenden Jahren mehr Qualität und verbesserten sich von Jahr zu Jahr.
Zum Abschluss der Liga-Saison 1968/69 stand die BSG Stahl Eisenhüttenstadt auf Platz 1 der Ligastaffel Nord und hatte sich damit für die DDR-Oberliga qualifiziert. Mit finanzieller Unterstützung des potenten Trägerbetriebes gelang es, die Mannschaft personell aufzustocken, sodass die beiden ehemaligen DDR-Auswahltrainer Manfred Fuchs und Hans Studener für die Oberligasaison 1969/70 folgenden Kader zur Verfügung hatten:
- Tor: Holger Keipke (19 Jahre), Walter Reschke (27)
- Verteidigung: Heinz Basan (25), Matthias Jahn (21), Horst Kittel (27), Peter Krzikalla (28), Lothar Reidock (28)
- Mittelfeld: Klaus Schendzielorz (28), Hans-Joachim Steinfurth (30), Franz Strahl (25)
- Angriff: Egon David (30), Klaus Grebasch (22), Karl-Heinz Pauser (20), Lothar Wagner (28), Gerhard Weidhas (27), Armin Wiegel (26), Benno Woit (29)

Letztlich reichte es jedoch nicht, den Anforderung der Oberliga zu genügen. Mit nur fünf Siegen aus 26 Spielen und einem Torverhältnis von 21:36 schloss Stahl Eisenhüttenstadt die Saison als Tabellenletzter und Absteiger ab.
| Der Skandal von 1970 |
| --- |
| Am 23. August 1970 nahm die BSG Stahl das Projekt Wiederaufstieg in Angriff, tat sich aber mit der 1:2-Niederlage bei Post Neubrandenburg unerwartet schwer, konnte sich aber eine Woche später mit einem klaren 3:0 über die TSG Wismar rehabilitieren. Inzwischen hatte jedoch die Rechtskommission des DDR-Fußballverbandes DFV ein Verfahren wegen zu hoher Zahlungen an Spieler und Trainer eingeleitet. Die BSG Stahl galt dabei als Wiederholungstäter, denn schon in der Saison 1966/67 war sie wegen unerlaubter Spielerziehung (DDR-Sprachregelung für Abwerbung) zu einem 4-Punkte-Abzug verurteilt worden. Am 4. September 1970 wurden drakonische Sanktionen ausgesprochen. Die BSG wurde rückwirkend in die Bezirksliga zurückgestuft, der Sektions-Sekretär Siegfried Nowka, sowie die Trainer Manfred Fuchs und Hans Studener wurden für zwei Jahre gesperrt. Die Spieler Matthias Jahn, Hartwig Köpcke, Peter Pauser und Gerhard Weidhas, alle waren 1969 nach Eisenhüttenstadt geholt worden, erhielten eine Spielsperre bis zum Ende der Saison. Die Urteilsbegründung liest sich wie folgt: „Aus örtlichen, egoistischen Gründen wurden in Eisenhüttenstadt unter grober Verletzung der Prinzipien unserer sozialistischen Gesellschaft und unserer sozialistischen Sportorganisation den Spielern der 1. Ligamannschaft, den Trainern und Funktionären ungerechtfertigte materielle Vorteile gegenüber den anderen Fußballsektionen verschafft. … Es wurden finanzielle Mittel verschiedener Fonds des Betriebes unberechtigt für sportfremde Zwecke verausgabt. Es wurden ungerechtfertigt Zuwendungen gezahlt und somit die finanziellen Mittel der Werktätigen gröblichst und fahrlässig zum Teil für persönliche Zwecke missbraucht.“ – Baingo/Weise |

Bis auf die gesperrten Spieler absolvierte die Stahl-Mannschaft die Saison 1970/71 in der Bezirksliga Frankfurt/O., wurde Bezirksmeister und stieg wieder in die DDR-Liga auf. Dort verbrachte sie die nächsten 18 Jahre, ehe sie 1989 erneut den Aufstieg in die DDR-Oberliga schaffte. Dem 43-jährigen Trainer Günther Reinke stand zu Beginn der Oberligasaison 1989/90 folgendes 22-köpfige Aufgebot zur Verfügung:
- Tor: Andreas Hawa (30 Jahre), Harald Leppin (32), Kay Wehner (18)
- Verteidigung: Olaf Backasch (24), Frank Bartz (24), Olaf Bitzka (27), Jörg Dobritz (23), Manfred Hirsch (27), Tom Kühling (23), Thomas Kluge (23), Uwe Szangolies (27)
- Mittelfeld: Torsten Fröhling (23), Heiko Lahn (25), Frank Neupert (24), Frank Pippig (25), Maik Schulz (21)
- Angriff: Frank Lindemann (28), Olaf Schnürer (23), Karsten Schulz (24), Torsten Richert (24), Timo Löhnert (20), Dirk Konzer (21)

Acht Spieler hatten bereits Oberligaerfahrung, unter ihnen Lahn (55 × für Union Berlin), Lindemann (45 × für Vorwärts Frankfurt und Energie Cottbus), Schulz (43 × für Vorwärts Frankfurt), Bitzka (39 × für Vorwärts Frankfurt) und Hawa (34 × für Union Berlin). Mit dieser guten Mischung gelang es Eisenhüttenstadt, sich im Gegensatz zu 1970 in der Oberliga zu behaupten. Dies allerdings nur dank des besseren Torverhältnisses gegenüber Altmeister Wismut Aue und mit dem Saisonrekord von 14 Unentschieden (bei nur zwei Siegen!). In der Saison 1990/91, die schon unter dem Anschluss des DFV an den Deutschen Fußball-Bund DFB stand, ging es darum, sich für die 1. oder 2. Bundesliga zu qualifizieren. Verstärkt durch den DDR-Nationaltorwart Bodo Rudwaleit und den 163-fachen Oberligaspieler Axel Wittke nahmen die Eisenhüttenstädter das Wettrennen um den Profifußball auf. Am Ende reichte es jedoch mit Platz 9 für den inzwischen zum Eisenhüttenstädter FC Stahl umgewandelten Verein nur für die damals drittklassige Oberliga Nordost. Daneben konnten die Eisenhüttenstädter noch einen Teilerfolg erringen. Im letzten Wettbewerb um den DDR-Fußballpokal kam Eisenhüttenstadt nach fünf Siegen in das Finale, unterlag dort allerdings Hansa Rostock mit 0:1. Da die Rostocker Meister geworden waren, hatte sich Stahl für den Europapokal der Pokalsieger qualifiziert.

#### 1991 bis 2016: Eisenhüttenstädter FC Stahl
Der Eisenhüttenstädter FC Stahl startete in seine erste DFB-Saison 1991 mit der Teilnahme am DFB-Supercup, an dem die Meister und Pokalsieger des DFV und des DFB teilnahmen. Der EFC musste im Halbfinale gegen Werder Bremen antreten und schied nach einer 0:1-Niederlage aus. Der nächste Saisonhöhepunkt waren die Europapokalspiele gegen Galatasaray Istanbul. Auch hier kamen die Eisenhüttenstädter nach zwei Niederlagen (1:2 und 0:3) nicht über die erste Runde hinaus. Im Oberliga-Alltag kam der EFC am Ende der Saison in der Staffel Nord auf Platz 6. Nach der Ligareform spielte Eisenhüttenstadt von 1994 bis 1999 in der Regionalliga Nordost, scheiterte dann aber an der Qualifikation zur zweigleisigen Regionalliga und stieg in die damals viertklassige Oberliga Nordost ab. In den Jahren 1992, 1993 und 2002 konnte der Verein den brandenburgischen Landespokal kam zu insgesamt fünf Spielen in der Hauptrunde um den DFB-Pokal. Im September 2004 musste der Verein nach dem fünften Punktspiel Insolvenz anmelden und seine Mannschaft aus dem Spielbetrieb der Oberliga zurückziehen. In der Saison 2006/07 stieg der EFC als Tabellenletzter aus der Verbandsliga ab und spielte ein Jahr in der Landesliga Brandenburg, Staffel Süd. 2008 gelang der Wiederaufstieg in die Brandenburg-Liga, 2013 stieg der EFC erneut in die Landesliga ab, 2014 direkt wieder auf.
Im Nachwuchsbereich bildete der EFC ab 2004 eine Spielunion mit dem 1. FC Fürstenberg.

#### Seit 2016: FC Eisenhüttenstadt
Nach der Fusion erhielt der FC Eisenhüttenstadt die Spielberechtigung des EFC in der Brandenburg-Liga.

## Spielstätte
Dem EFC steht das Stadion Sportanlage Waldstraße (ehem. Stadion der Hüttenwerker) im nordwestlichen Stadtteil Schönfließ zur Verfügung. Erbaut wurde die Sportanlage für die Sportgemeinschaft Schönfließ im Jahre 1928. Das Stahlwerk Fürstenberg baute die Anlage 1950 zu einem Stadion aus, das 1969 aus Anlass des Oberligaaufstiegs der BSG Stahl auf ein Fassungsvermögen von 10.000 Zuschauern erweitert wurde. Derzeit besitzt das Stadion vier Rasenplätze und einen Hartplatz. Es sind 2.600 Sitzplätze und 250 Tribünenplätze vorhanden (Stand 2007).

## Statistik

### Sportliche Erfolge
- FDGB-Pokal
  - Finalist: 1991
- DDR-Liga
  - Meister: 1969 (Staffel Nord),  1989 (Staffel A)
- Bezirksliga Frankfurt (Oder)
  - Meister: 1954, 1971
- Ewige Tabelle der DDR-Oberliga: Rang 29
- Ewige Tabelle der DDR-Liga: Rang 2

### Ligenübersicht
| Ligenübersicht 1952 bis 1991 | Ligenübersicht 1952 bis 1991 | Ligenübersicht 1952 bis 1991 |
| ---------------------------- | ---------------------------- | ---------------------------- |
| 1952–1954                    | Bezirksliga Frankfurt/O.     | 3. Liga                      |
| 1954/55                      | DDR-Liga                     | 2. Liga                      |
| 1956                         | II. DDR-Liga                 | 3. Liga                      |
| 1957                         | I. DDR-Liga                  | 2. Liga                      |
| 1959–1960                    | II. DDR-Liga                 | 3. Liga                      |
| 1961–1969                    | I. DDR-Liga                  | 2. Liga                      |
| 1969/70                      | Oberliga                     | 1. Liga                      |
| 1970/71                      | Bezirksliga Frankfurt/O.     | 3. Liga                      |
| 1971–1989                    | DDR-Liga                     | 2. Liga                      |
| 1989–1991                    | Oberliga                     | 1. Liga                      |

| Ligenübersicht 1991–2016 | Ligenübersicht 1991–2016 | Ligenübersicht 1991–2016 |
| ------------------------ | ------------------------ | ------------------------ |
| 1991–1994                | Oberliga Nordost         | 3. Liga                  |
| 1994–2000                | Regionalliga Nordost     | 3. Liga                  |
| 2000–2005                | Oberliga Nordost         | 4. Liga                  |
| 2005–2007                | Brandenburg-Liga         | 5. Liga                  |
| 2007/08                  | Landesliga Brandenburg   | 7. Liga                  |
| 2008–2013                | Brandenburg-Liga         | 6. Liga                  |
| 2013/14                  | Landesliga Brandenburg   | 7. Liga                  |
| 2014–2016                | Brandenburg-Liga         | 6. Liga                  |

### Bekannte Spieler
- Arthur Bialas, kam 1962 vom SC Empor Rostock, dort 132 Oberligaspiele
- Normen Elsner, seit 2002 beim EFC, erzielte im März 2004 aus dem Mittelkreis nach nur 3,52 Sekunden Spielzeit das schnellste Tor Deutschlands. Es wurde später zum Tor des Monats gewählt.[4]
- Erich Hamann, 1966 bis 1968 in Eisenhüttenstadt, danach bei Vorwärts Berlin/Frankfurt, dreifacher DDR-Nationalspieler
- Steffen Menze, 1990/91 in Eisenhüttenstadt, danach 164 Zweitligaspiele u. a. für Hannover und Zwickau
- Florian Müller, bis 2001 Nachwuchsspieler beim EFC, danach bei Union Berlin, Bayern München, 1. FC Magdeburg, Zweitligisten Alemannia Aachen (Zweitligaspiele), U-19 und U-20-Nationalspieler
- Marcel Rath, bis 1995 in Eisenhüttenstadt, später 52 Bundesligaspiele für Cottbus und St. Pauli
- Bodo Rudwaleit, 1989 bis 1991 in Eisenhüttenstadt, vorher 313 Oberligaspiele für den BFC Dynamo, 33-facher DDR-Nationalspieler
- Olaf Backasch, spielte bis 2001 für den EFC und stand zwischenzeitlich für Tennis Borussia Berlin auch in der 2. Bundesliga auf dem Rasen
- Paul Jaeckel, spielte von 2004 bis 2011 beim EFC und steht aktuell beim 1. FC Union Berlin unter Vertrag.

## Frauenfußball
Der EFC Stahl hatte von 2005 bis 2009 auch eine Frauenmannschaft. In drei Spielzeiten konnte der Kreismeistertitel (2006, 2007, 2008) geholt sowie der Kreispokal in den Jahren 2006, 2007 und 2009 gewonnen werden. Wegen Spielermangel löste sich die Frauenmannschaft zum Ende der Saison 2008/09 auf.